# 菜字泡
菜字泡是一个位于中国吉林省乾安县的湖泊，面积约为6.7平方千米，平均水深约为1.1米。